# Список фестивалів Тернопільської області

## Список фестивалів
| Назва                                  | Статус | Місце проведення                                                | Час проведення  | Логотип |
| -------------------------------------- | --- | --------------------------------------------------------------- | --------------- | ------- |
| Байда                                  | фестиваль-конкурс козацької пісні                                                                                 | Тернопіль та інші міста області                                 | від 2001        |         |
| БібліоФест                             | бібліотечний фестиваль                                                                                            | Тернопіль                                                       |                 |         |
| Братина                                | мистецько-краєзнавчий фестиваль                                                                                   | Шумський район                                                  |                 |         |
| Бучацькі фанфари                       | фестиваль духових оркестрів                                                                                       | Бучач                                                           | від 2014        |         |
| В Борщівському краї цвітуть вишиванки  | фестиваль української вишивки                                                                                     | Борщів                                                          |                 |         |
| Галицька дефіляда                      | гастрономічний фестиваль                                                                                          | Тернопіль                                                       | від 2013        |         |
| ДжураФест                              | всеукраїнський книжковий фестиваль української книжки                                                             | Тернопіль                                                       |                 |         |
| Дзвони Лемківщини                      | всеукраїнський традиційний фестиваль лемківської культури                                                         | урочище «Бичова» поблизу м. Монастириська Тернопільська область | від 1999        |         |
| КоропФест                              | | Коропець Тернопільська область                                  |                 |         |
| Кременецькі передзвони                 | фестиваль колядок та щедрівок                                                                                     | Кременець                                                       |                 |         |
| Фестиваль Маланок                      | фестиваль Маланок                                                                                                 | Горошова                                                        |                 |         |
| Повір у себе                           | міський фестиваль дітей з особливими потребами                                                                    | Тернопіль                                                       |                 |         |
| Ранкові роси                           | обласний конкурс-фестиваль молодих талантів                                                                       | Бучач                                                           | березень 2014   |         |
| Свою Україну любіть                    | обласний фестиваль-конкурс вокально-хорового мистецтва серед загальноосвітніх та позашкільних навчальних закладів | Тернопіль                                                       |                 |         |
| Словія                                 | фестиваль українського художнього слова                                                                           | Чортків                                                         |                 |         |
| Тернопільські театральні вечори. Дебют | фестиваль молодої режисури                                                                                        | Тернопіль                                                       |                 |         |
| Українське Різдво                      | міський фестиваль вертепів                                                                                        | Тернопіль                                                       |                 |         |
| Файне місто                            | фестиваль рок-пісні                                                                                               | Тернопіль                                                       |                 |         |
| Фестиваль вертепів                     | міський фестиваль вертепів                                                                                        | Тернопіль                                                       |                 |         |
| Фестиваль колядок                      | місцевий фестиваль колядок                                                                                        | Язловець                                                        |                 |         |
| Фестиваль «Ї»                          | мистецький фестиваль постмодерної літератури                                                                      | Тернопіль                                                       | від 2014        |         |
| Фестиваль ляльок                       | перший в Україні фестиваль ляльок                                                                                 | Тернопіль                                                       | березень 2014   |         |
| Яйце-райце                             | міський фестиваль декоративно-вжиткового мистецтва                                                                | Тернопіль                                                       | квітень 2014    |         |
| Я там, де є благословення              | фестиваль духовної пісні                                                                                          | Тернопіль                                                       |                 |         |
| Дні Пінзеля                            | мистецький фестиваль                                                                                              | Бучач                                                           | 3—5 червня 2016 |         |